# Żychlin
Żychlin è un comune urbano-rurale polacco del distretto di Kutno, nel voivodato di Łódź.
Ricopre una superficie di 76,65 km² e nel 2004 contava 13 230 abitanti.